# Comoara din Lacul de Argint
Comoara din Lacul de Argint (germană: Der Schatz im Silbersee) este un roman de aventuri de scriitorul german Karl May. Inițial a fost publicat în foileton în 1890/1891 în revista "Der Gute Kamerad", prima ediție a cărții a apărut în 1894.

## Capitole
1. Pantera neagră
2. Vagabonzii
3. Lupte nocturne
4. Scăpat de pedeapsă
5. O magistrală ispravă de indian
6. O cavalcadă în întuneric
7. Lupta pentru ferma lui Butler
8. O dramă în prerie
9. Vicleșug și contravicleșug
10. La Eagle-tail
11. La strâmtoare
12. Pe viață și pe moarte
13. Hobble-Frank și mătușa Droll
14. O bătălie de piei-roșii
15. Lacul de Argint

## Ecranizări
- Comoara din Lacul de Argint (1962)
- Die Spur führt zum Silbersee (1989, animație)[1]

## Ediții în limba română
- Comoara din Lacul de Argint de Karl May – Editura Tineretului 1969 (traducere Mariana Șora)
- Comoara din Lacul de Argint de Karl May – Editura Eden, Seria Juvenalia, 1992
- Comoara din Lacul de Argint de Karl May – Editura Pallas 1995 (traducere Mariana Șora)
- Comoara din Lacul de Argint de Karl May – Editura PRUT INTERNATIONAL
- Comoara din Lacul de Argint de Karl May – Editura Corint, 2002 (Traducere: Roland Schenn)[2]